# Stakhanovismo

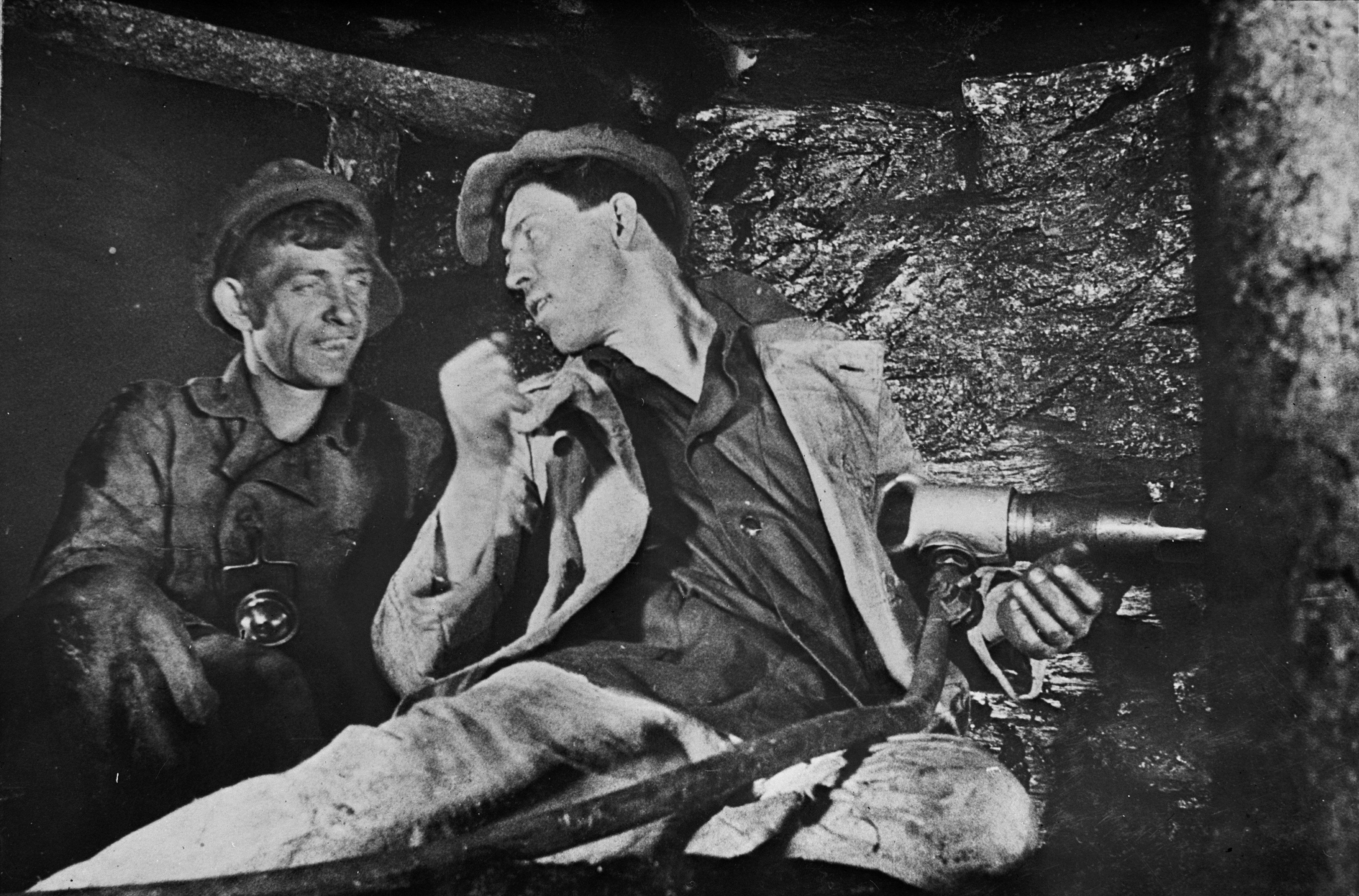
Alexei Stakhanov (à direita) conversando com um colega

O stakhanovismo ou estacanovismo  foi um movimento que nasceu na União Soviética por iniciativa do mineiro Alexei Stakhanov e que defendia o aumento da produtividade operária com base na própria força de vontade dos trabalhadores.

## História
No dia 31 de agosto de 1935, Stakhanov — operário de uma mina de carvão em Donetz — conseguiu extrair 102 toneladas de carvão, superando 14 vezes os padrões de extração, ou seja, sua cota diária. Devido a esta façanha, que marcou a introdução de métodos tayloristas na mineração soviética, iniciou-se um movimento para a elevação do rendimento de produção do trabalho, com aplicação em todos os setores da indústria da União Soviética.
O movimento teve tal êxito que, em novembro de 1935, foi realizada a primeira conferência stakhanovista no Kremlin, com o louvor de Stalin. Entretanto, em pouco tempo a situação produziu disparidade salarial e problemas entre os trabalhadores.
Este movimento significou o fim do kolkhoz na indústria, que fica então relegado ao campo agrícola.